# День Государственного флага Украины
День Госуда́рственного фла́га Украи́ны (укр. День Державного прапора України) — государственный праздник Украины, посвящённый одному из её государственных символов — флагу Украины. Отмечается ежегодно 23 августа.
На общегосударственном уровне праздник установлен Указом Президента Украины Леонида Кучмы № 987/2004 «О Дне Государственного флага Украины» (укр. «Про День Державного прапора України») от 23.08.2004. Этот указ был дополнен Указом Президента Украины Виктора Ющенко № 602/2009 «О внесении изменений в Указ Президента Украины от 23 августа 2004 года № 987» (укр. «Про внесення змін до Указу Президента України від 23 серпня 2004 року № 987»), которым было основано поднятие флага Украины в День Государственного флага Украины и во время других государственных праздников и проведении общегосударственных мероприятий. Текущая редакция Указа опубликована на сайте Верховной Рады Украины.

## История праздника
Раньше День Государственного флага праздновался только в Киеве на муниципальном уровне. Столица отмечала этот праздник 24 июля. Именно в этот день в 1990 году сине-жёлтый флаг был поднят над Киевской горадминистрацией.
23 августа 1991 года, после провала путча в Москве, группа народных депутатов внесла сине-жёлтый украинский флаг в сессионный зал Верховной Рады. Освящение Национального флага было проведено священником УАПЦ Петром Бойко. К этому событию привязан Указ Президента Украины Леонида Кучмы «О Дне Государственного Флага Украины» (укр. «Про День Державного прапора України») № 987/2004, ему посвящена соответствующая картина на стене Рады, а этот флаг, как реликвия, торжественно сохраняется под стеклом в музее Рады. На следующий день Украина провозгласила независимость. После провозглашения независимости Украины, 4 сентября 1991 года — после трёхкратного голосования и угрозы Председателя Верховной Рады Украины Леонида Кравчука, что он подаст в отставку, если вопрос не будет решён, — сине-жёлтый национальный флаг был торжественно поднят над зданием парламента.
18 сентября 1991 года Президиум Верховной Рады Украины своим Постановлением «О флаге Украины» (укр. «Про прапор України») фактически предоставил сине-жёлтому биколору статус официального флага страны. С этого дня под этим флагом начинают встречать иностранных гостей, принимать присягу военнослужащие, работать посольства Украины, он вывешивается в ООН.
28 января 1992 года Верховная Рада Украины приняла постановление «Об утверждении Государственным флагом Украины Национального флага» (укр. «Про затвердження Державним прапором України Національного прапора») (хотя и дальше действовала старая Конституция, где как государственные описывались символы бывшей УССР). В постановлении говорится: «Государственный флаг Украины „представляет собой прямоугольное полотнище, состоящее из двух равных по ширине горизонтально расположенных полос: верхней — синего цвета, нижней — жёлтого цвета, с соотношением ширины флага к его длине 2:3“».
Праздник установлен на Украине «…В честь многовековой истории создания украинского государства, государственной символики независимой Украины и с целью воспитания уважения граждан к государственным символам Украины…» согласно Указу Президента Украины Леонида Кучмы «О Дне Государственного флага Украины» (укр. «Про День Державного прапора України») от 23 августа 2004 года № 987/2004.
В 2009 году Президент Украины Виктор Ющенко внёс изменения в этот Указ, учредив ежегодную официальную церемонию поднятия флага 23 августа по всей Украине.

## Проведение праздника
В честь праздника происходит осуществление комплекса торжественных мероприятий, включая проведение ежегодно 23 августа в 9:00 официальной церемонии поднятия Государственного флага Украины в областных и районных центрах, других населённых пунктах Украины, с участием деятелей науки и культуры, представителей международных, общественных, религиозных организаций, политических партий.
Обычные граждане Украины и диаспора, предприятия, государственные учреждения и организации вывешивают Государственный флаг Украины.

### 2012 год
Торжественное поднятие флага произошло вблизи всех госучреждений. Прежде всего церемонию провели работники центрального управления МЧС. Впоследствии сине-жёлтый флаг взвился над зданием Администрации Президента. Его подняли под торжественные залпы из винтовок и солдатское пение.
 Луганск. В Луганске поднимать флаг поручили курсантам-правоохранителям. Каждому зрителю выдали сине-жёлтую ленту и значок с надписью «Я люблю тебя, Украина» (укр. «Я люблю тебе, Україно»).
 Тернополь. В центре Тернополя вместе с новым знаменем освятили памятник Независимости. В день праздника они составили единую композицию. Деньги на монумент, а именно 600 000 гривен, собрали сами жители Тернополя.
 Ивано-Франковск. В Ивано-Франковске молодёжь устроила акцию для жителей и гостей города. Активисты поздравляли прохожих с праздником, рассказывали историю флага и повязывали на руки сине-жёлтые ленты. Государственный символ на центральной площади Ивано-Франковска увековечили и городские виртуозы граффити. При этом ни одна стена не «пострадала», потому что рисовали граффити на строительной плёнке.
 Житомир. В Житомире, на пешеходном мосту через реку Тетерев, растянули 25-метровый флаг. Именно здесь в 1989 году жители города впервые развернули флаг национальных цветов.
 Киев. В Киеве молодёжь устроила флешмоб. Одетые в голубые и жёлтые футболки, держа в руках шарики таких же цветов, ребята развернули огромный флаг и понесли его к Администрации Президента. У сооружения молодёжь выпустила в небо несколько сотен шариков, после чего начала пускать символическую волну флагом. Но через некоторое время те, кто нёс флаг, стали бросать на него копейки, сигареты, окурки, зажигалки и презервативы. Только после замечаний организаторов мусор сбросили. А часть тех, кто нёс флаг, признались на русском языке, что пришли на акцию не из-за любви к флагу, а потому что «тут (на Украине) девушки красивые!» и «много молодых людей, с которыми можно познакомиться».